# Thẩm Dương (xã)
Thẩm Dương là một xã thuộc huyện Văn Bàn, tỉnh Lào Cai, Việt Nam.
Xã Thẩm Dương có diện tích 60,16 km², dân số năm 2017 là 2.066 người, mật độ dân số đạt 34 người/km².